# КрАЗ-Шрек
KrAZ Shrek One (KrAZ MPV) — семейство бронеавтомобилей с V-образным днищем, разработанных по стандарту MRAP на шасси грузовика КрАЗ-5233ВЕ украинской компанией АвтоКрАЗ при содействии канадской компании Streit Group и участии Индии.

## История
Демонстрационный образец бронемашины с усиленной противоминной защитой ASV Panthera K10 на шасси КрАЗ-5233 был представлен компанией «Ares Security Vehicles LLC» в феврале 2013 года на проходившей в Абу-Даби оружейной выставке «IDEX-2013».
Броневик KRAZ MPV (Shrek One) впервые был представлен на оружейной выставке «KADEX-2014» (22 — 25 мая 2014 года, Астана), на оружейной выставке «Eurosatory-2014» (Париж) в июне 2014 были представлены два прототипа. По состоянию на конец июля 2014 года, стоимость одного броневика составляла около 1 млн. долларов США.
10 сентября 2014 года волонтерские движения «Территория жизни» и «Крылья Феникса» начали сбор денежных средств на изготовление двух бронемашин KrAZ Shrek One для 79-й отдельной аэромобильной бригады украинской армии.
22 ноября 2014 министр внутренних дел Украины А. Б. Аваков сообщил, что бронемашины KrAZ Shrek One заказаны для Национальной гвардии Украины и вскоре должны поступить на вооружение.
15 декабря 2014 генеральный директор «АвтоКрАЗ» Роман Черняк сообщил, что в бронеавтомобиле KrAZ Shrek доля украинской составляющей достигает 70 %. По состоянию на 9 февраля 2015 доля украинской составляющей по-прежнему составляла 70 %.
13 февраля 2015 «АвтоКрАЗ» был представлен первый изготовленный KRAZ Shrek One и объявлено, что на вооружение НГУ будут переданы пять бронемашин этого типа.
7 апреля 2015 года МВД Украины передали одну машину разминирования KRAZ Shrek EOD, 22 июля 2015 ещё одну бронемашину «Шрек» передали Национальной гвардии.
В марте 2016 года бронемашина принимала участие в сравнительных испытаниях военной техники, проводимых государственным научно-испытательном центром вооружённых сил Украины на полигоне в Ровенской области.

## Описание
Является многоцелевым транспортным средством с противоминной защитой, предназначенным для оперативного и безопасного перемещения личного состава воинских подразделений, техники и оборудования и их огневой поддержки.

## Конструкция

### Корпус
Кузов цельного типа несущей конструкции, собран из стальных бронелистов (ARMOX или QUARDIAN).
Дно кузова, состоящее из трёх стенок, образует днище клинообразного типа. Двери двойного исполнения, внутри которых установлен 25 мм взрывозащитный материал. Стёкла многослойные пуленепробиваемые.
В бортах десантного отсека имеется восемь амбразур для ведения огня из стрелкового оружия, (по четыре с каждой стороны), ещё одна амбразура есть в корме.
Бронемашина может быть оснащена поворотной башней «Rigel MK1» со свободным горизонтальным вращением.
Уровень защиты соответствует уровню 2А и 2B в соответствии со стандартом НАТО STANAG 4569.

### Оборудование
На бронемашину установлена аппаратура для связи и наблюдения, включая камеры заднего вида ночного видения с дальностью обзора до 500 м. Возможна установка дополнительного вооружения либо аппаратуры.

## Тактико-технические характеристики
- Противоминная защита: две мины ТМ-57 (14 кг тротила) под любым колесом, одна мина ТМ-57 (7 кг тротила) под днищем[1].
- Баллистическая защита B6+/STANAG 4569 Level 2.
- Двигатель — российский ЯМЗ-238Д (Евро-0) мощностью 330 л. с. (243 кВт)[1], опционально могут быть установлены двигатели Cummins и Deutz.
- Раздаточная коробка механическая двухступенчатая, блокируемый дифференциал с возможностью управления из кабины.
- Коробка передач производства китайской компании «Fast Gear Co.» — Fast Gear 9JS150TA-B, 9-ступенчатая[1].
- Шины «Michelin» 445.65R22.5/16.00R20 с централизованной подкачкой — технология RunFlat[1].

KrAZ Shrek One имеет однодисковое сцепление.

## Модификации
- KrAZ Shrek One APC (он же KrAZ Shrek One TC) — бронетранспортёр для транспортировки двух членов экипажа в кабине и 10 человек десанта в десантном отделении[1].
- KrAZ Shrek One Ambulance — бронированная медицинская машина, рассчитанная на перевозку 4 лежачих раненых и двух сопровождающих лиц[1].
- KrAZ Shrek One RCV — бронированная машина разминирования, оснащённая краном-манипулятором с длиной стрелы 6 метров, способным перемещать грузы массой до 200 кг. Кабина пятиместная, машина укомплектована двумя запасными колёсами, двумя огнетушителями и лебёдкой[1].

## Операторы
- Украина
  - Министерство внутренних дел Украины — 1 Shrek One EOD по состоянию на 2015 год[13]
  - Национальная гвардия Украины — 1 Shrek One по состоянию на 2015 год[14]

Кроме того, 12 июля 2019 года три бронемашины «Шрек-М» были проданы на экспорт в одну из стран Африки.